# Catatropis johnstoni
Catatropis johnstoni är en plattmaskart. Catatropis johnstoni ingår i släktet Catatropis och familjen Notocotylidae. Inga underarter finns listade i Catalogue of Life.